# サン・ジュスト (バンド)
サン・ジュスト（Saint Just）は、ナポリ出身のイタリアン・プログレッシブ・ロック・バンドである。彼らはフランス革命家のルイ・アントワーヌ・ド・サン＝ジュストにちなんで名付けられた。バンドは1973年から1974年の間に2枚のアルバムをリリースした。2011年、ボーカリストのジェーン・ソレンティとギタリストのトニー・ヴェルデは、さまざまなミュージシャンを加えてバンドを改編している。

## メンバー
- ジェーン・ソレンティ (Jane "Jenny" Sorrenti) - ボーカル
- トニー・ヴェルデ (Toni Verde) - ギター、ベース、ボーカル
- ロベルト・フィックス (Robert Fix) - サックス
- ティト・リネッシ (Tito Rinesi) - ギター、ボーカル
- アンドレア・ファチェンダ (Andrea Faccenda) - ギター、キーボード
- フルヴィオ・マラス (Fulvio Maras) - ドラム、パーカッション

## ディスコグラフィ

### アルバム
- 『聖なる者達』 - Saint Just (1973年)
- 『岸辺にある家』 - La Casa del Lago (1974年)
- Prog Explosion (2011年)